# (489) Comacina
Pour les articles homonymes, voir Comacina (homonymie).
(489) Comacina est un astéroïde de la ceinture principale découvert par Luigi Carnera le 2 septembre 1902.